# Sardagna
Sardagna è una frazione oltre a essere la circoscrizione amministrativa numero 4 del comune di Trento localizzata su un antico terrazzo glaciale della destra d'Adige.

## Geografia fisica
Il paese è localizzato a 600 m s.l.m. sul versante orientale del monte Bondone su di un piccolo altopiano. Da Sardagna si può inoltre proseguire per il Monte Bondone.
Una caratteristica di questa località è la presenza della cascata di Sardagna, che partendo dalla chiesetta cimiteriale, giunge con un balzo di 174 metri presso la località di san Nicolò di Ravina.

## Origini del nome
Non è chiara l'etimologia del nome "Sardagna". Una delle ipotesi ad oggi più accreditate fa derivare questo toponimo dal latino volgare che tradotto in italiano sarebbe "terra estirpata dai rovi" ovvero "suolo disboscato".

## Storia

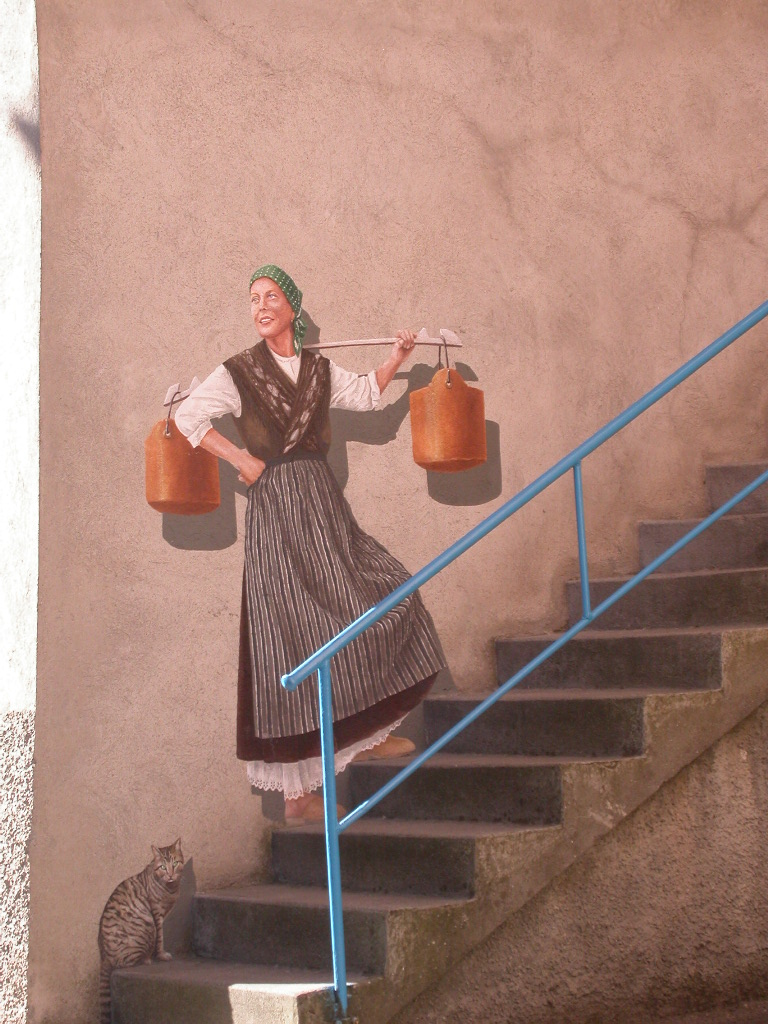
Uno dei murales che si possono incontrare lungo le vie del paese: La dona col bazilon.

La prima documentazione scritta riguardante l'abitato si trova nell'urbario vescovile del 1205, dove si legge ville Sardagne, anche se grazie ad un ritrovamento fortuito nel 1867 di alcune lapidi e statuette dedicate al culto romano della divinità Mitra (di origine persiana), si ipotizza che l'area di Sardagna fosse già stata frequentata durante l'epoca romana, almeno come luogo sacro. Sopra tale area, corrispondente all'attuale cimitero, nel XII secolo venne costruita la più antica chiesa della zona, poi ampliata alla fine del XV secolo e affrescata all'interno negli anni trenta del Cinquecento per volere della nobildonna Benedetta Cipolla dei Belenzani.
Nel Cinquecento il paese era meta delle passeggiate dei padri conciliari. Il cardinale Cervini e il segretario del concilio Massarelli, erano ospiti di Lodovico de Balzani canonico della cattedrale, che a Sardagna aveva una residenza estiva, lo testimonia il suo stemma nell'architrave di un portone. Anche un altro canonico della cattedrale aveva la residenza estiva a Sardagna, il conte Gerolamo Bucelleni, il suo stemma si trova sopra la porta della canonica e in un altro edificio, posto in piazza. Il 10 ottobre 1679 ci fu l'erezione a curazia della comunità, da questa data i sacerdoti risiedevano stabilmente a Sardagna.
Nel settembre 1703, durante l'invasione del Trentino nell'ambito della guerra di successione spagnola, passarono da Sardagna le truppe francesi che bombardarono per una settimana la città di Trento. Negli archivi storici della città di Trento si trovano registri di Schützen (Sìzeri) che hanno combattuto contro le truppe francesi. Nel 1724 un incendio distrusse l'archivio della curazia, è per questo motivo che si trovano pochi documenti antecedenti questa data. Il paese andò col tempo ingrandendosi e, nel 1742, fu eretta la nuova chiesa nel centro del paese con funzioni di Chiesa principale dedicata ai SS. Filippo e Giacomo.
L'11 febbraio 1910 Sardagna, oramai diventata Comune tirolese, fu elevata allo status di Parrocchia. Gli abitanti di quel tempo erano 750. Nel 1926, per Regio decreto, il Comune di Sardagna (assieme ad altri 10 comuni limitrofi) fu assorbito dal Comune di Trento. Nel decennio 1970-1980 Sardagna è riconosciuta Circoscrizione: "organismo di decentramento, partecipazione e consultazione popolare".

### Stemma
Lo stemma è una fusione tra l'insegna dell'antica Famiglia Sardagna e l'emblema del vecchio Comune. Uno scudo in cui è rappresentata la rupe rocciosa e la cascata con il campanile dell'antica chiesa del paese, affiancato dall'aquila dello stemma della Famiglia Sardagna. Sopra lo scudo il vecchio timbro comunale in cui la scritta "Comune" è sostituita la scritta "Circoscrizione".

## Monumenti e luoghi d'interesse
- Chiesa dei Santi Filippo e Giacomo nuova
- Chiesa dei Santi Filippo e Giacomo vecchia

## Amministrazione
Sardagna è la circoscrizione numero 4 del comune di Trento. Il consiglio circoscrizionale è composto da 9 consiglieri eletti (1 presidente). La sede della circoscrizione è in via Bucelleni 1. Il lavoro del consiglio è sostenuto da commissioni di lavoro formate dai "sardagnoi" che ne fanno esplicita richiesta. Il territorio della circoscrizione si estende per circa 866 ettari sulle pendici orientali del monte Bondone; al 31 dicembre 2009 gli abitanti erano 1100.
Le frazioni che ricadono all'interno della circoscrizione sono: Candriai, Pra della Fava e Vaneze (parziale); tutte località turistiche del monte Bondone localizzate sul suo versante settentrionale, lungo la SP 85. I cittadini di Sardagna godono anche del Diritto di uso civico che grava su alcune particelle fondiarie pubbliche all'interno del territorio circoscrizionale di Sardagna e del Bondone.

## Collegamenti con Trento

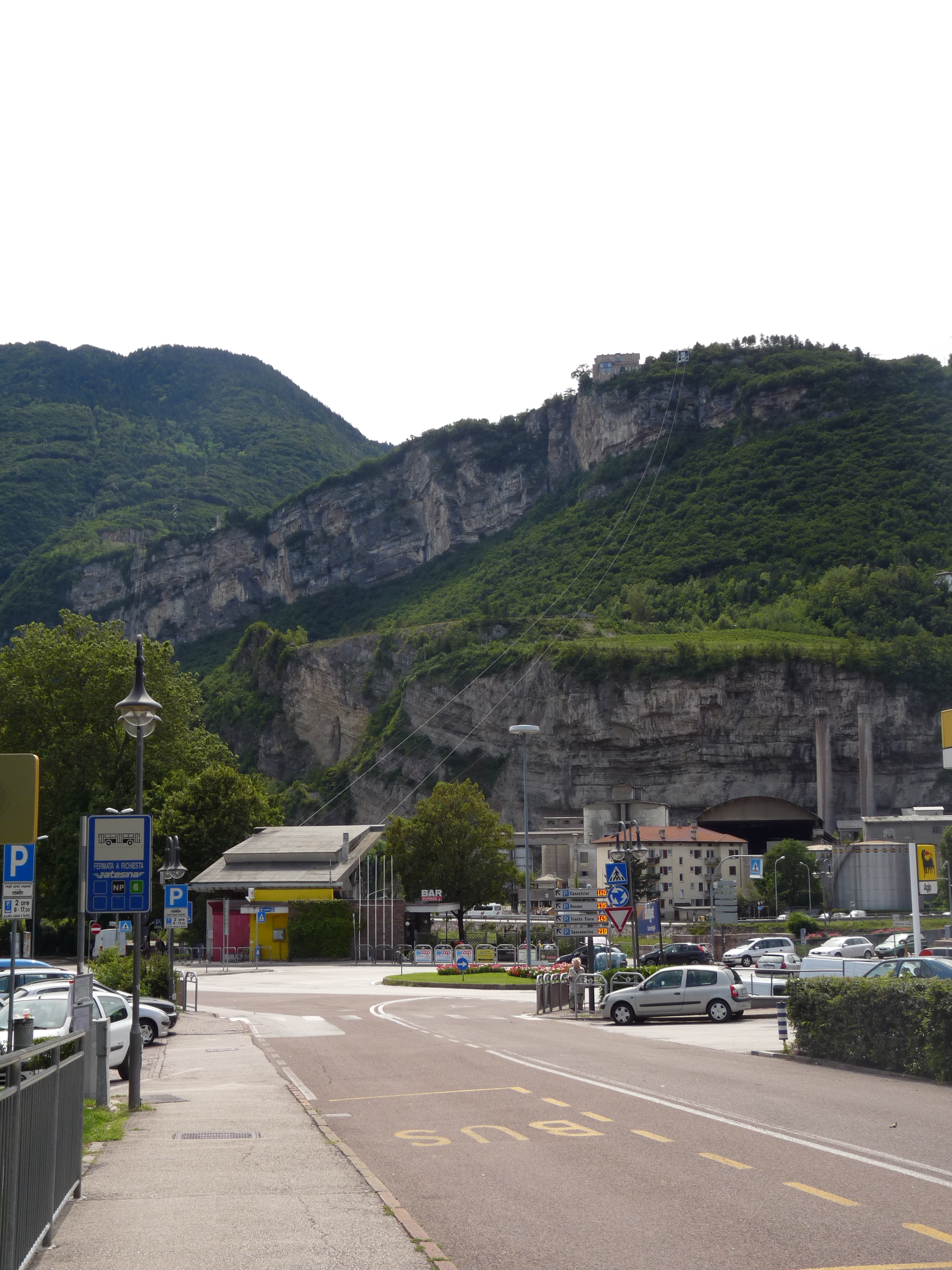
Vista delle stazioni a monte e a valle della funivia di Sardagna.

### Con mezzi a motore
Sardagna dista circa 6 km dal capoluogo ed è raggiungibile sia in automobile (10 minuti) che in corriera (15 minuti) imboccando la "SP 85 del Monte Bondone" e superando un dislivello di circa 350 m (quota Trento: 200 m s.l.m., quota Sardagna: 565 m s.l.m.). La corriera parte dalla stazione delle Autocorriere di via Pozzo a Trento e ferma in paese all'incrocio tra la SP85 e via dei Caduti.

### A piedi
Per salire a piedi sino a Sardagna esistono principalmente due vie: la prima da Trento, la seconda dal paese di Ravina.
Da Trento è possibile seguire la vecchia strada comunale che dal quartiere di Piedicastello risale il versante della montagna, percorribile in circa 60 minuti, senza troppe difficoltà.
La seconda via è invece lungo il sentiero n. 625 SAT che parte da Ravina (precisamente dal rione Belvedere), e risale da sud il versante roccioso. Anche quest'ultimo sentiero non presenta particolari difficoltà, ma bisogna fare particolare attenzione alle pareti verticali che in pochi tratti costeggiano il sentiero privo di protezione. Da questo versante si risale a Sardagna in meno di 2 ore circa.

### Con la funivia

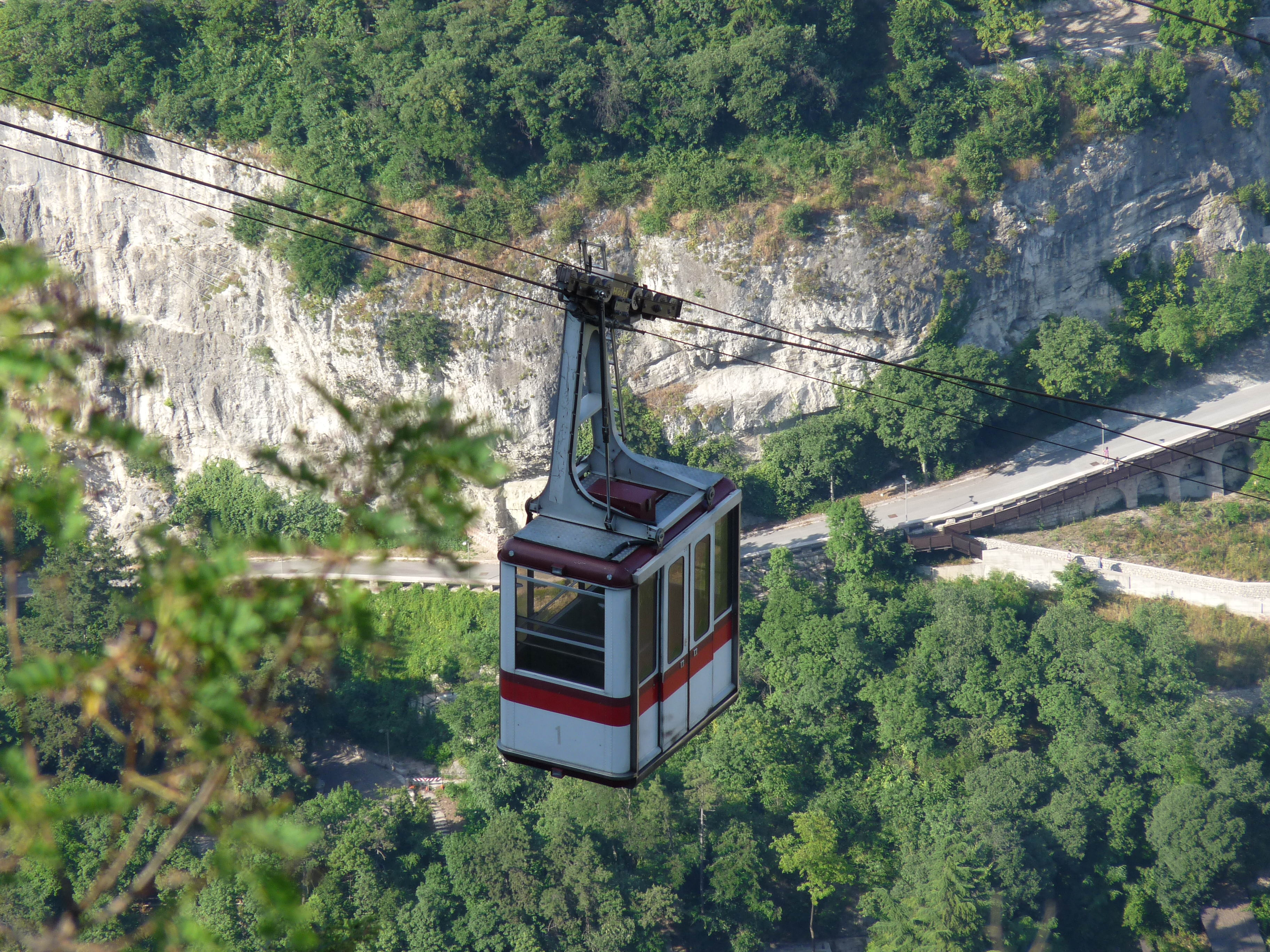
Cabina della funivia di Sardagna.

Un altro collegamento è la funivia che unisce la città capoluogo del Trentino con il paese. È una funivia a due cabine su fune prodotta dalla Hölzl che copre un dislivello di circa 400 m in 4 minuti: la stazione a valle è posta a quota 200 m s.l.m., mentre la stazione a monte, poco distante dal paese, è a 600 m s.l.m. Da questa quota una terrazza panoramica permette di mirare diverse località: la Città del Concilio, la val d'Adige, il Doss Trento, il Calisio, la Marzola, la Vigolana, l'Altopiano della Vigolana, il Becco di Filadonna, e altre cime che circondano la città.
La gestione dell'impianto (aperto tutti i giorni dalle ore 7.00 alle ore 22.30) è garantita dalla Società "Funivia Trento-Sardagna S.r.l.". Nelle giornate ventose il servizio è sospeso e sostituito dagli autobus della Trentino Trasporti.
Nel piazzale adiacente alla stazione, a monte della funivia, è presente un punto panoramico che dà su tutta la Valle dell'Adige, costituito da una struttura metallica con una gabbia a sbalzo sullo strapiombo; il luogo è comunemente denominato "Busa dei Orsi", in quanto fino a circa metà degli anni '90 vi erano ospitati due orsi. Nei pressi della "Busa" si trova un bistrot-bar a servizio dei turisti.

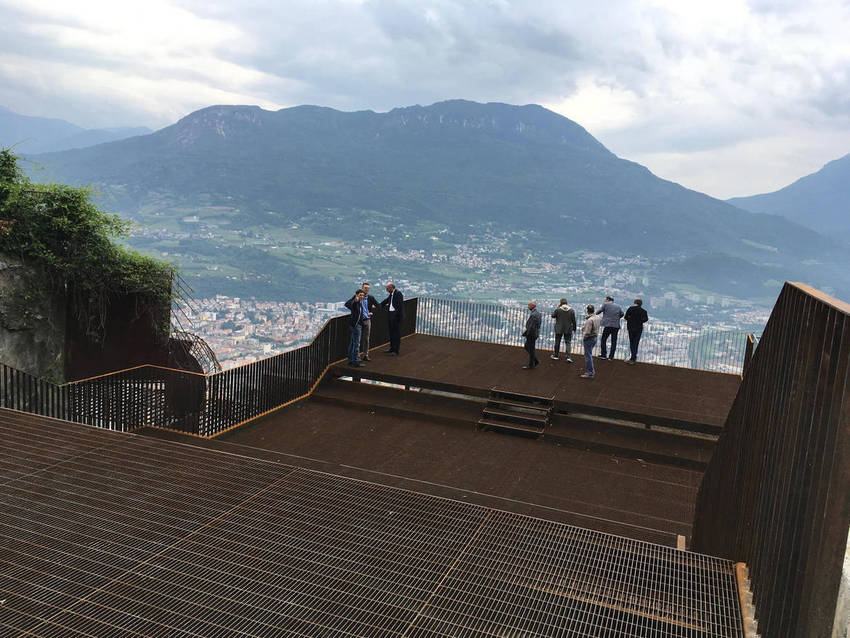
La Busa dei Orsi.

## Società

### Istituzioni, enti e associazioni
Nel paese sono attive diverse Associazioni sportive e culturali che animano la vita dei "sardagnoi". Sono:
- Unione Sportiva Sardagna: fondata nel 1973, è oggi attiva con diverse iniziative sportive
- Associazione Alto Sasso: si occupa di ricerca storica e recupero delle tradizioni
- S.A.T. - Società degli Alpinisti Tridentini - Sezione Sardagna, fondata nel 1967. Conta 148 soci al 31/12/2010
- ASD L'Arcobaleno Sci Club - Fondata nel 1998.Conta attualmente più di 100 soci.
- AVIS: gruppo di volontari per la donazione del sangue
- Gruppo Alpini - Sezione di Sardagna
- Gruppo del Vigili del Fuoco Volontari
- Circolo Pensionati e Anziani
- Associazione Genitori "L'Aquilone"
- Circolo ACLI Sardagna APS
- Proloco Sardagna

## Passeggiate ed escursioni

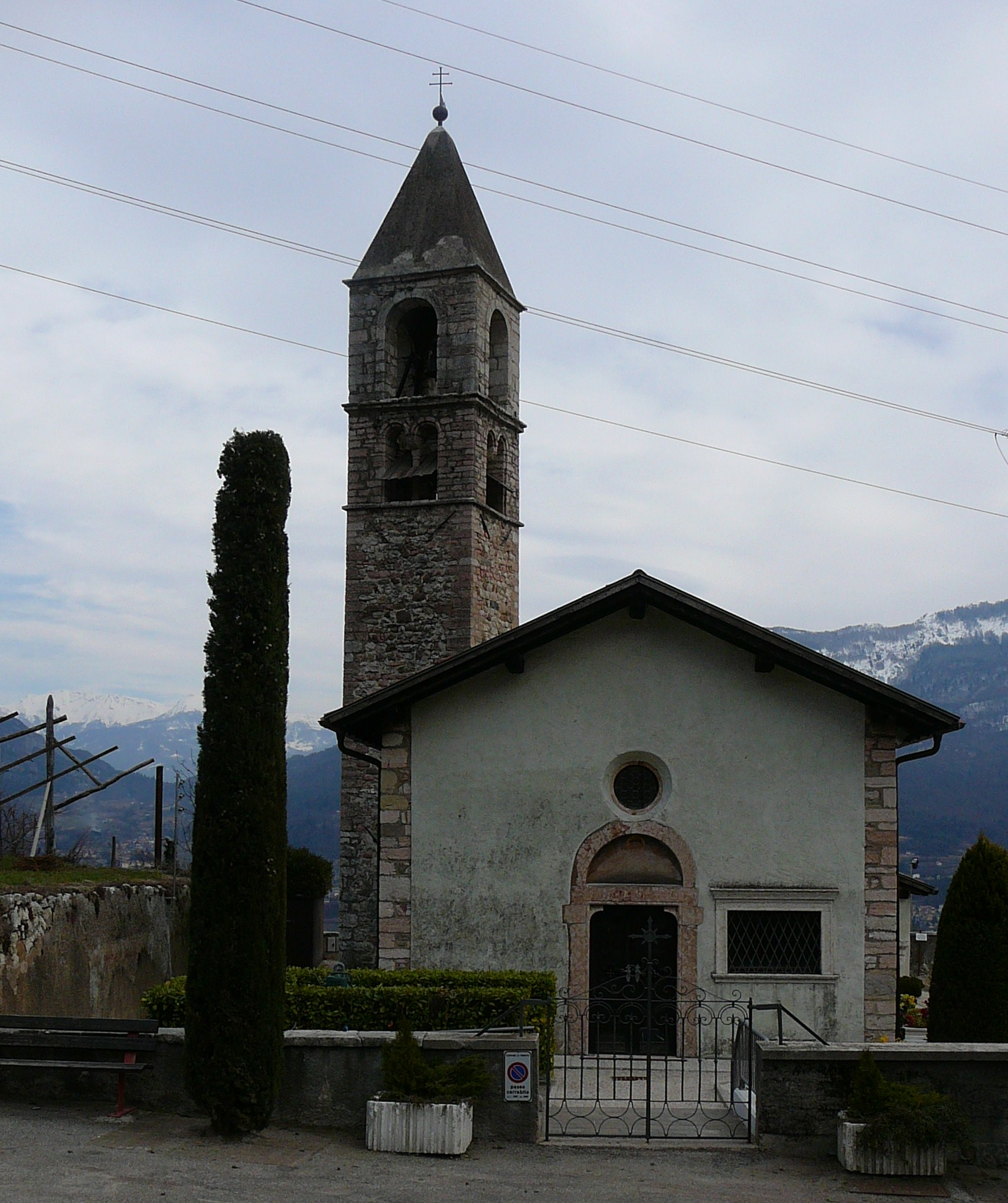
La chiesa cimiteriale di Sardagna.

- Percorso dei murales. Passeggiata a cura dell'"Associazione Alto Sasso" della durata di circa un'ora tra le vie del paese per poter ammirare una dozzina di dipinti di vita passata a grandezza reale affrescati sulle pareti esterne delle case.
- Visita alla vecchia Chiesetta del Cimitero: in circa 10 minuti si può raggiungere dal paese la vecchia chiesetta che si erge al margine della rupe che sovrasta la città di Trento. Il suo caratteristico campanile romanico, elevazione tardiva dell'affusto medievale, dalle eleganti bifore, è visibile dalla città accanto alla famosa cascata del Rio Sardagna.
- Giro dei Castagni: passeggiata di circa un paio d'ore attorno al paese di Sardagna. In un passato non molto remoto l'economia del paese era anche basata sulla raccolta, il consumo ed il commercio delle castagne. Infatti tutta una fascia attorno al paese (lato verso ovest) è caratterizzata da enormi piante di castagni, alcuni centenari. Oggi l'economia della castagna a Sardagna non c'è più, ma alcune piante sono ancora oggi curate da singoli privati cittadini che ne hanno chiesto l'affido al Comune di Trento. Il percorso consente al turista di visitare questi vecchi castagni gestiti e curati dai sardagnoi oppure, in autunno, di raccogliere le castagne dove ne è consentita la raccolta o ancora di visitare un nuovo castagneto con giovani piante.
- Palestra di roccia "I vecchi arrampicatori": poco dopo il cartello di inizio paese, in corrispondenza della chiesetta, si scende sulla sinistra lungo la vecchia strada che porta a Trento (inizialmente asfaltata e poi bianca). Dopo circa 100 metri, si raggiunge una falesia rocciosa strapiombante dall'aspetto non molto solido e poco frequentata chiodata negli anni dagli arrampicatori del luogo e dedicata all'arrampicata sportiva anche se negli ultimi anni sono state aperte delle vie per la pratica del dry-tooling. Alla base della rupe rocciosa, durante la seconda guerra mondiale fu scavato un rifugio antiaereo dove ripararsi durante i bombardamenti degli Alleati sulla città.

## Toponomastica

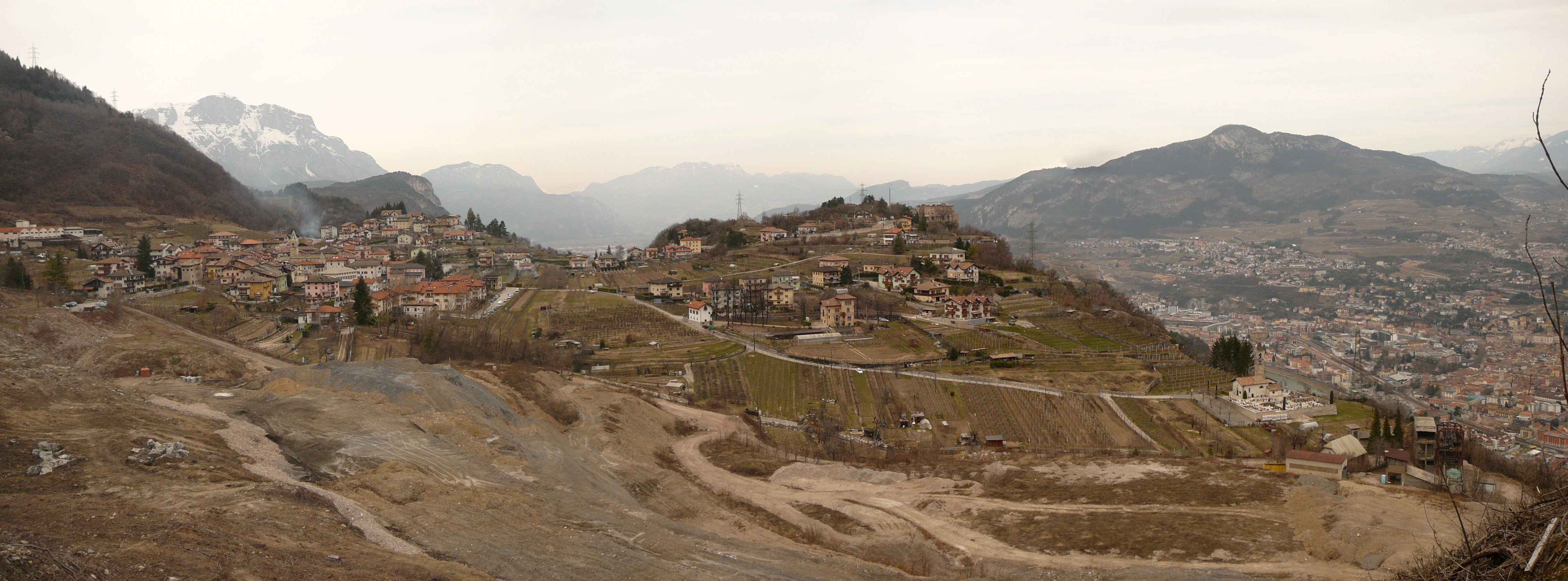
Panorama del paese di Sardagna. In primo piano si distingue la "ex-cava Italcementi" in fase di riqualificazione; sullo sfondo le cime innevate della Paganella ed a destra il monte Calisio con uno scorcio della città di Trento.

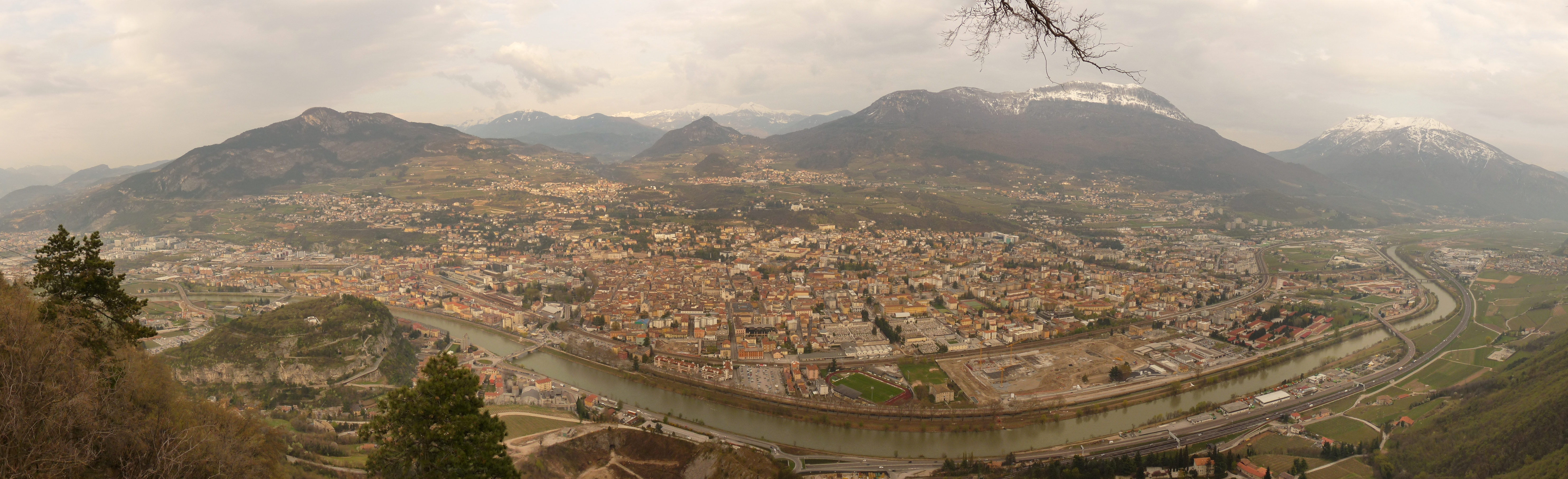
Vista di Trento nei pressi della stazione a monte della funivia.

Alcuni tra i principali toponimi di località nella Circoscrizione di Sardagna in dialetto (in corso di aggiornamento):
- funivia: nen ala funivia: andiamo alla funivia; ovviamente il toponimo si riferisce alla stazione a monte della funivia sul cosiddetto balcone di Trento;
- calvar: località a sud dell'arrivo a monte della funivia, sempre localizzato a margine della rupe rocciosa sopra Trento;
- croz: a Sardagna è usuale indicare con questo nome la rupe rocciosa che forma il terrazzo su cui sorge il paese;
- zimiteri: ci si riferisce al Cimitero del paese dove sorge l'antica Chiesetta;
- cava: dentro ala cava; l'area a sud del paese, qualche decina di anni or sono, è stata sfruttata come cava Italcementi per l'estrazione di argilla e calce. Dopo alcuni fenomeni di dissesto del versante l'attività di cava è stata sospesa. Da alcuni anni la voragine lasciata dai cavatori è in via di riempimento con materiali inerti al fine di ricostruire il versante originale ed eliminare i problemi d'instabilità del versante;
- el dos: su al dos; zona settentrionale del paese che è caratterizzata da una piccola collina (600 m s.l.m., quota centro paese 565 m s.l.m.) in roccia urbanizzata negli ultimi anni;
- i laghi: area centrale e più pianeggiante del paese dove evidentemente un tempo l'acqua facilmente ristagnava formando un'area paludosa e acquitrinosa. Oggi tutta l'area è caratterizzata da impianti di alberi da frutto;
- le poze: fora alle poze; località a nord del paese a circa 15 minuti a piedi. Si tratta di una piccola area ora destinata a parco boscato (Parco delle Poze), ma che fino a qualche anno fa era utilizzata come discarica;
- baloton: località posta sul versante che sovrasta il paese ad occidente. Il toponimo si riferisce alla presenza in loco di un grande masso erratico;
- i orti: sito posto a sud del paese dove è stata posata una croce in legno ed indica la fine del terrazzo di Sardagna;
- strada della Molinara: sentiero che parte dal paese di Sardagna e si dirige verso nord per raggiungere località Poze e successivamente la Strada de Camponzin per Sopramonte. La leggenda vuole che la "strada della Molinara" sia anche conosciuta come "strada romana", vista la sua possibile costruzione in quell'epoca. La strada rappresentava probabilmente uno spezzone del collegamento viario tra la Tridentum romana con la Valle dei Laghi. A supporto di questa ipotesi non sussistono però ritrovamenti archeologici;
- el tornante dell'incasero: fa riferimento ad un tornante della SP 85 del "Monte Bondone" localizzato poco sopra il paese (7 tornanti); il toponimo deriva dal fatto che in quel punto la strada è "in trincea" ovvero sbancando parzialmente un dosso roccioso;
- preda longa: fora alla preda longa: località posta a monte del paese di Sardagna in corrispondenza del primo tornante dopo le Poze;
- Zimon: con questo termine si sta ad indicare la parte nord del paese rispetto alla Chiesa parrocchiale (esclusa la zona doss);
- Garniga: si riferisce alla parte sud del paese rispetto alla Chiesa Parrocchiale;
- Pelizon: Località posta a ovest sulle pendici del Bondone, è un posto molto scosceso, dove passa uno dei sentieri che da Sardagna porta in Candriai, nei pressi del quale c'è l'unico castagno a Sardagna ad avere un nome, Il Castegnar de la Lasta, non si conosce l'origine di tale nome. È un albero secolare con il tronco cavo, ed un filo di ferro agganciato ai due rami principali, evita che il castagno si spacchi in due;
- Curva de le Zirezere: Tornante posto lungo la strada provinciale del Monte Bondone, fra Sardagna e Candriai, è chiamato anche Curva de la Mort, perché in questo posto, nel gennaio del 1949 una corriera di linea che scendeva dal Bondone è uscita di strada. L'incidente ha causato otto morti e numerosi feriti;
- Cesure: È una località posta a sud ovest, nelle immediate vicinanze di Sardagna, coltivata a orti e vigneti. Cesure in dialetto trentino, significa: campi delimitati da siepi;
- Crozole: Località posta fra l'arrivo a monte della funivia, e il cimitero, lungo il bordo superiore della rupe che precipita a valle. In questa zona sono stati prelevati i sassi per costruire l'oratorio. È molto probabile che anche per costruire le case del centro storico di Sardagna, i sassi siano stati presi in questo posto;

## Curiosità
- Durante la seconda guerra mondiale, la Mano di San Vigilio, preziosa reliquia del Santo patrono di Trento fu nascosta in una casa a Sardagna. Il primo parroco del paese, Don Giuseppe Amech, nel frattempo divenuto altarista della cattedrale, diede ad una sua ex parrocchiana la preziosa reliquia perché la custodisse nel paese lontana dai possibili saccheggi per mano dei soldati tedeschi.
- La nobile famiglia trentina, Sardagna von Hohenstein, ha origini nel paese di Sardagna. Erano dei Demozzi che ricevettero il titolo nobiliare da parte dell'imperatore per riconoscenza per aiuti alla popolazione durante un'epidemia di peste. Cambiarono il cognome, adottando il nome del paese di origine, aggiungendo il predicato von Hohenstein, che in tedesco significa "Alto sasso", l'antico nome del paese. La cascata di Sardagna è raffigurata nello stemma della Famiglia.

## Galleria d'immagini

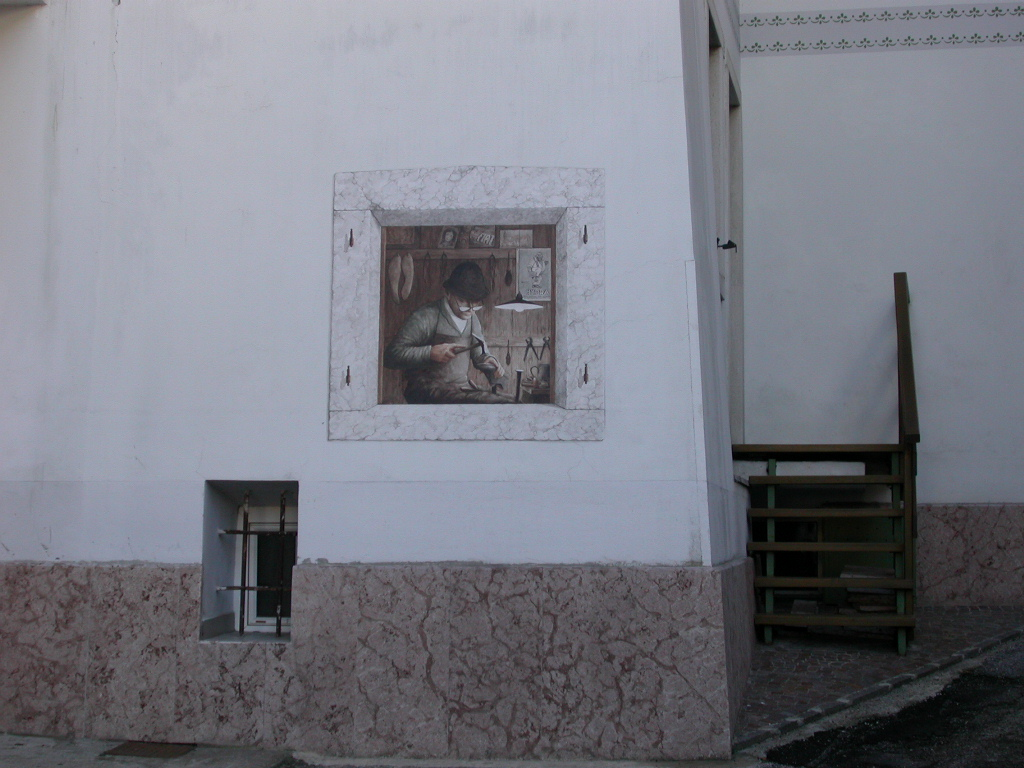
Murales: El caliar
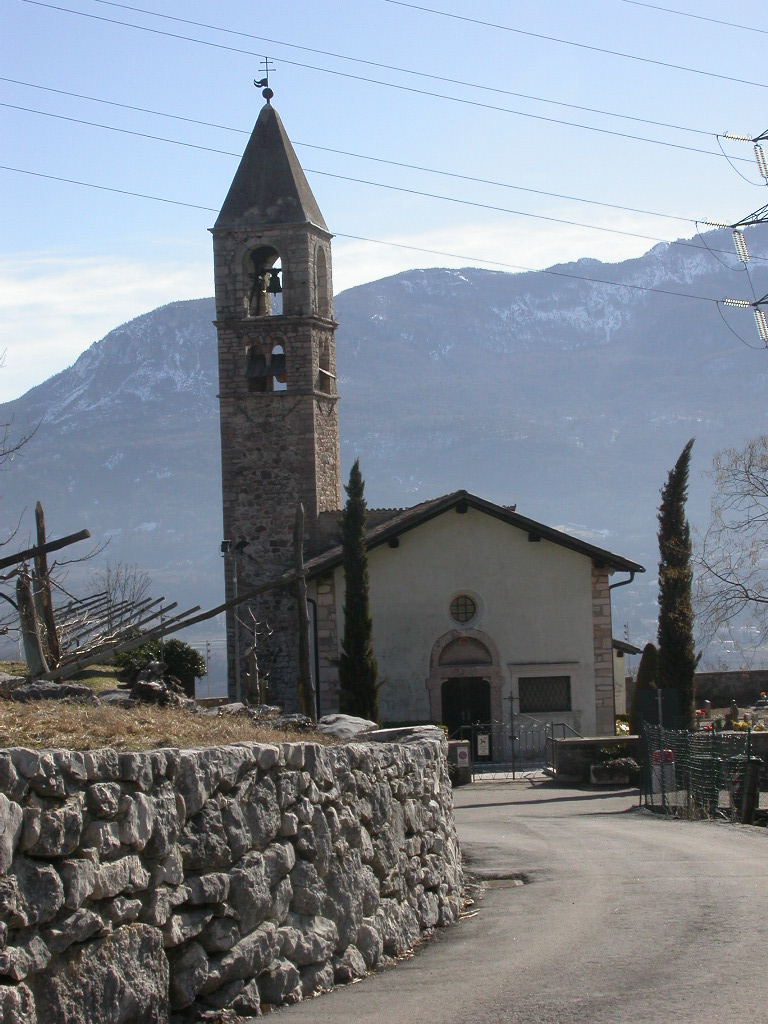
L'antica Chiesetta di Sardagna del XII secolo
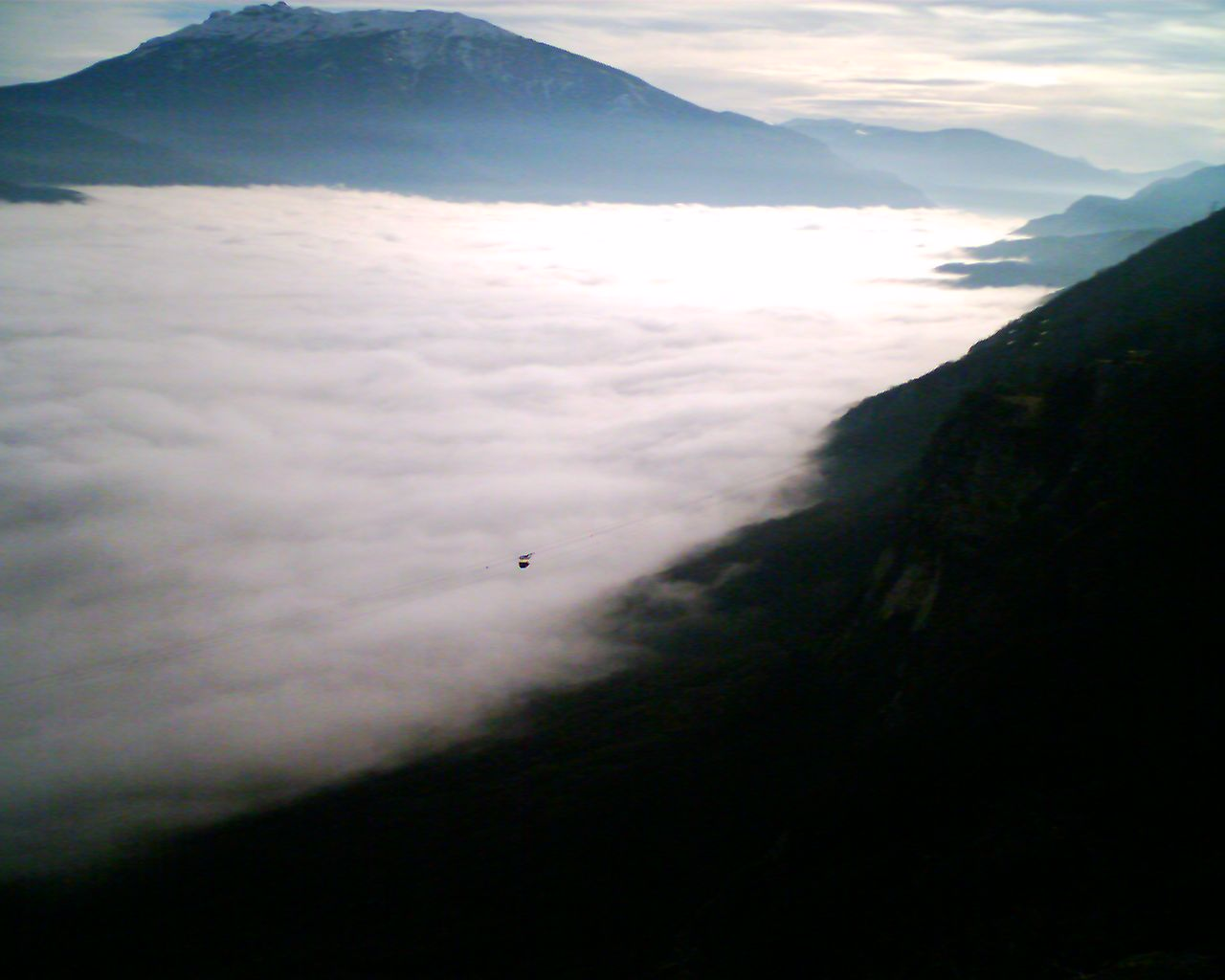
La Val d'Adige vista dalla funivia. È possibile notare il carrello sospeso su fune utilizzato per portare materiale inerte da Trento a Sardagna per colmare la ex cava
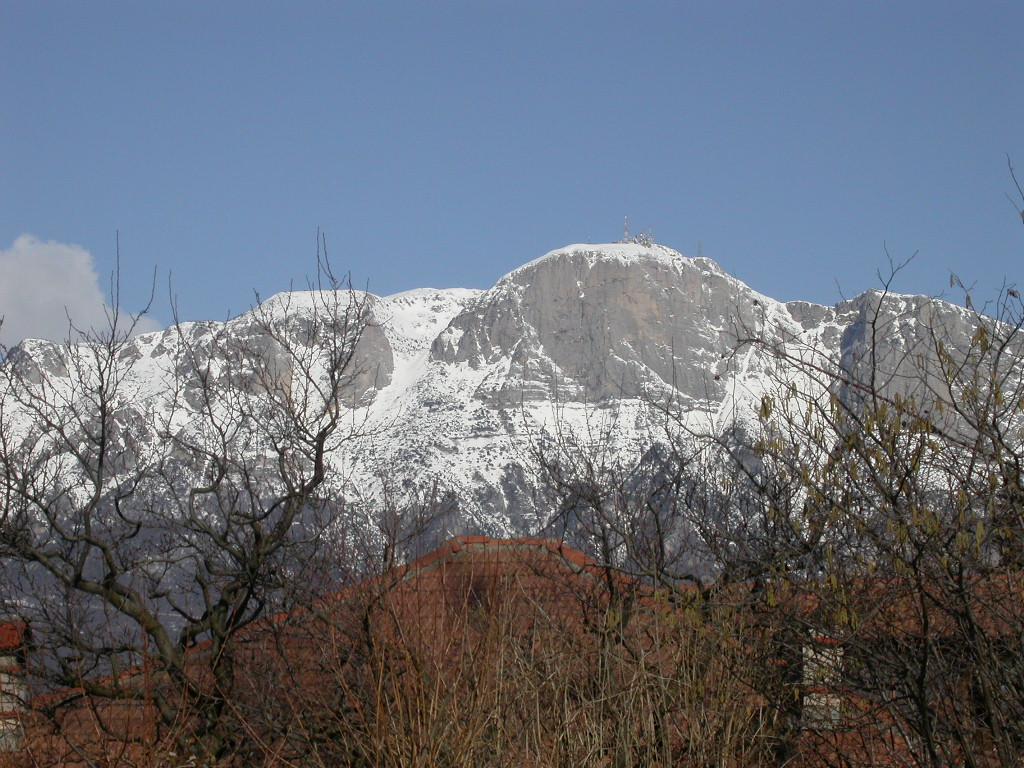
La Paganella vista da Sardagna in febbraio
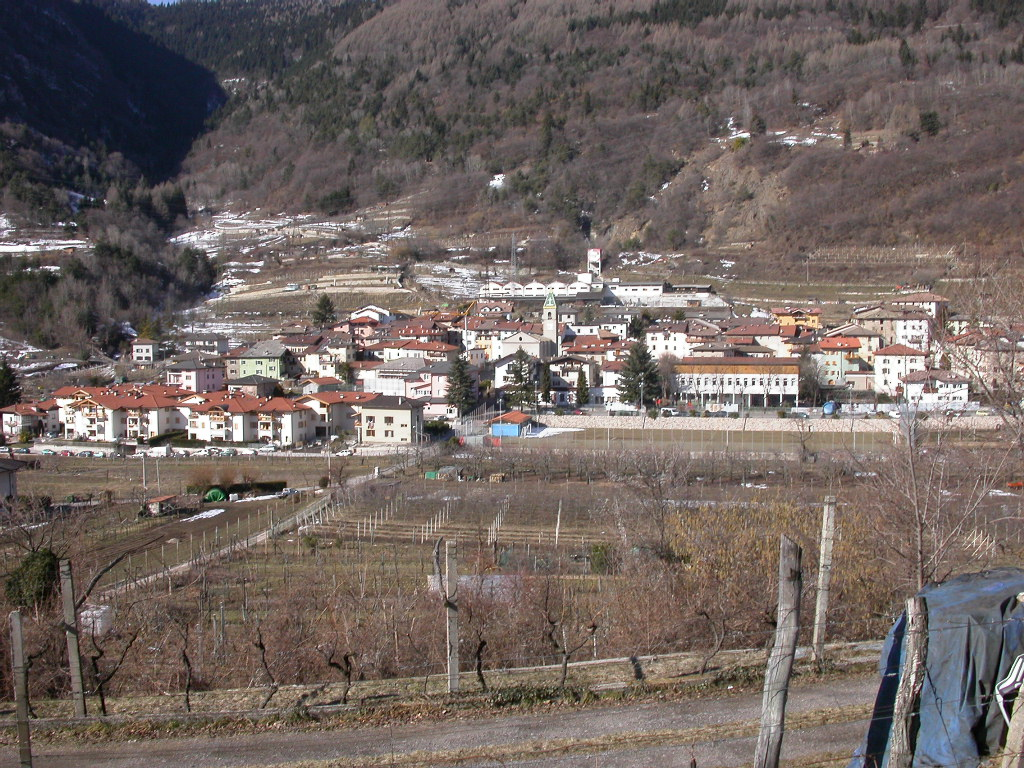
Panoramica in invernale